# Lac Bosumtwi
Le lac Bosumtwi, parfois orthographié Bosomtwe, est le seul lac naturel du Ghana, situé dans le sud du pays, à une trentaine de kilomètres au sud-est de la ville de Kumasi. Le lac, de forme circulaire, présente un diamètre d’environ 8 km et une profondeur de 75 m, et se situe au creux d'un cratère d’impact. La population ashantie vivant dans la région considère le lac comme un lieu sacré et la navigation y est interdite. 

## Géologie
Le cratère d’impact du lac Bosumtwi a un diamètre de 10,5 km et une profondeur de 500 m, et son âge est estimé à 1,07 million d’années (Pléistocène) ce qui en fait un cratère très récent d'un point de vue géologique et un des rares cratères d'impact identifiés en zone intertropicale. L'encaissant est constitué de roches métamorphiques (metagrauwacke principalement) âgées de 2,1 milliards d'années (Protérozoïque).
Le cratère étant presque totalement rempli par le lac, et ses bordures difficiles d'accès et recouvertes par une abondante végétation, il était mal connu d'un point de vue scientifique et son origine a longtemps été discutée (volcan, impact de météorite, etc). À la fin du XXe siècle, la découverte et la datation du champ de tectites de Côte d'Ivoire, ainsi que des études géologiques poussées ont permis d'attribuer la formation du cratère à un impact météoritique. Ces dernières ont mis en évidence la présence de brèches d'impact sur les bords du cratère, ainsi qu'un important réseau de failles rayonnant à partir du cratère. D'autres éléments typiques de ce genre de structure, comme les cônes de percussion ou les quartz choqués, n'ont en revanche pas été découverts.
Des études géophysiques menées à partir de 2002 ont permis d'imager le fond du cratère masqué par le lac et une importante couche de sédiments. Les profils sismiques ont montré la présence d'un pic central de diamètre 1,9 km et d'une hauteur de 130 m par rapport au fond du cratère. Des forages effectués depuis la surface du lac à travers la structure du cratère ont révélé la présence de brèches d'impact et de suévites. De plus, l'analyse microscopique des échantillons a montré une forte fracturation des roches ainsi que des fractures planes caractéristiques des conséquences de l'onde de choc subie à l'impact.

## Géographie
Le lac Bosumtwi se situe à 30 km au sud-est de Kumasi, la deuxième ville du pays, et à cheval sur les districts de Bosomtwe au nord et de Bosome Freho au sud.
Le lac se situe à l'extrémité nord de la chaîne de petites montagnes de Bosumtwi. De ce fait la région est escarpée et difficile d'accès. Elle est cependant largement peuplée depuis longtemps. Une trentaine de village s'y trouvent et constituent une population de 70 000 habitants.

## Hydrologie
Le lac est enchâssé dans une région escarpée, de ce fait son bassin versant est assez réduit, et il n'a aucun émissaire. Le niveau du lac peut varier naturellement de plusieurs mètres d'une saison à l'autre, ainsi que suivant des cycles de plusieurs années.
Le climat a changé plusieurs fois depuis l’impact. Des périodes d’intense pluviométrie ont rempli le cratère, amenant le niveau du lac à son point de déversement. Ces périodes sont confirmées par la présence de fossiles de poissons en haut des parois du cratère. L’eau a coulé par une rivière émissaire. Cependant, il y eut aussi des périodes où le niveau de l’eau fut si bas que la forêt a pu s’installer dans le bassin, réduisant le lac à une sorte de marais. Cette période aurait duré jusqu’à il y a environ 300 ans.

## Activités économiques
Le lac est un lieu de loisir apprécié par la population locale et le gouvernement souhaite y développer le tourisme. Un centre d'accueil pour les visiteurs y a été ouvert et plusieurs hébergements sont disponibles sur les rives du lac. Les activités les plus pratiquées sont la randonnée, la baignade et la pêche récréative.
La pêche professionnelle est largement développée en tant que source directe de nourriture ou en tant que source de revenu. Celle-ci est pourtant limitée techniquement car en raison d'un tabou seule la pêche à partir de planches en bois appelées paduas est autorisée, les bateaux sont interdits.

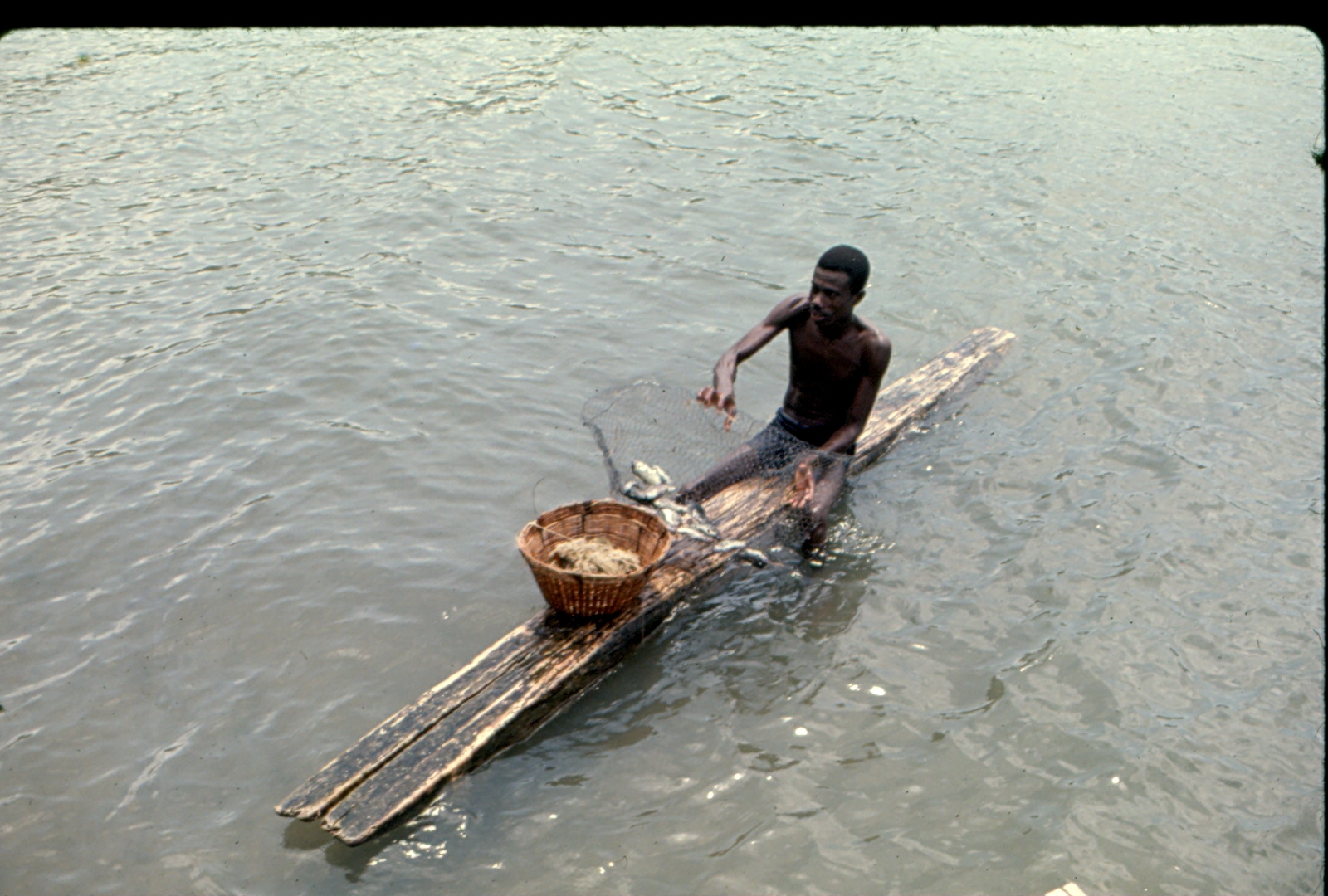
Pêcheur sur une padua, une planche en bois traditionnelle autorisée pour la pêche sur le lac.

## Protection
En 2016, le lac Bosumtwi a été reconnu réserve de biosphère par l'Unesco.
Le lac Bosumtwi est d'un grand intérêt écologique. D'une part c'est le seul lac naturel du Ghana, d'autre part il se trouve à la lisière du couloir du Dahomey qui est une région charnière pour la répartition de la biodiversité en Afrique de l'Ouest. La réserve est ainsi constituée par l'alternance de trois écosystèmes bien distincts : la forêt, le marécage et la montagne. Chacun abritant une faune et une flore spécifiques. 

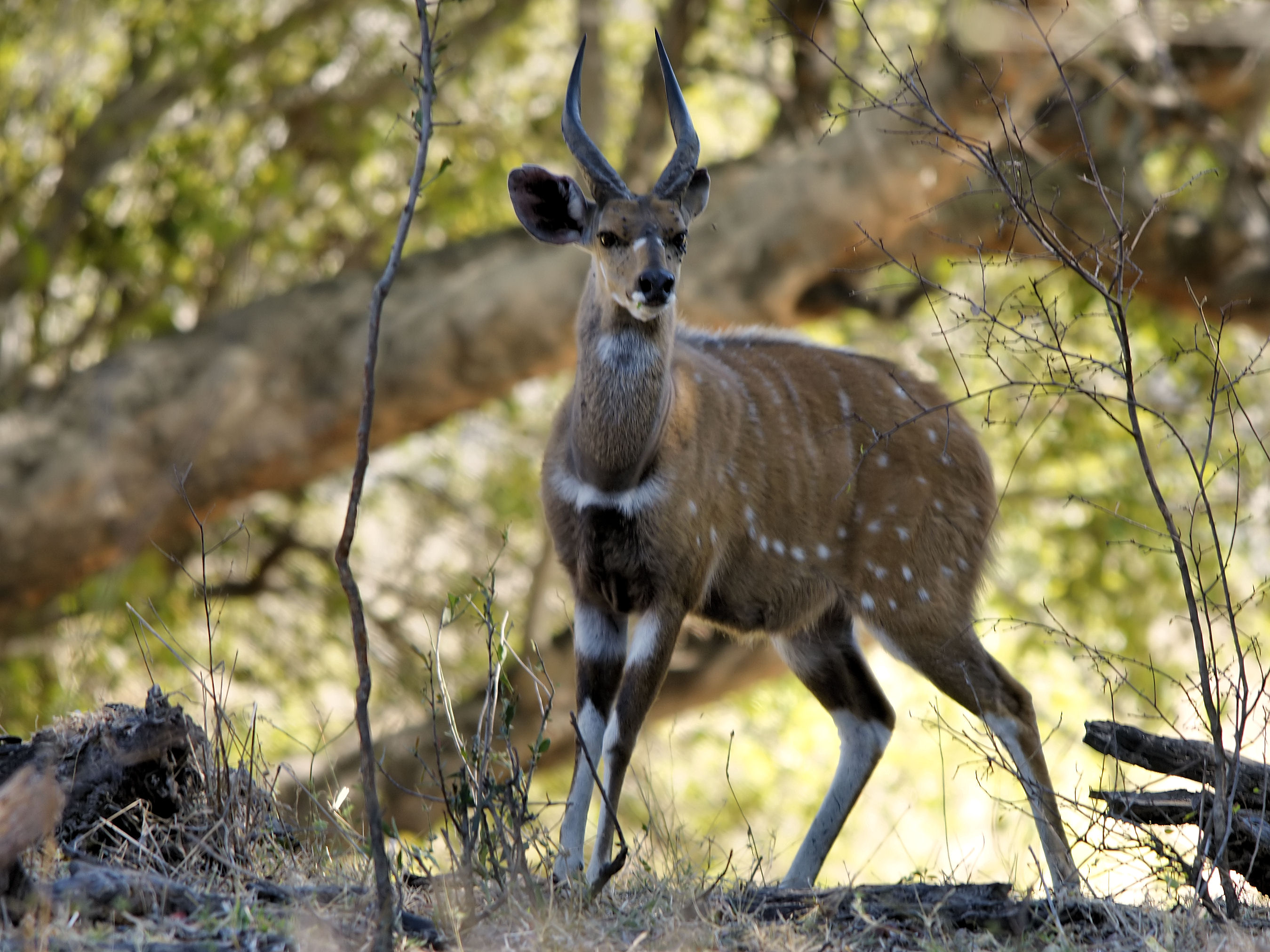
Guib harnaché, une espèce d'antilope vivant dans les forêts de la région du lac Bosumtwi.

La réserve du lac Bosumtwi couvre 28 000 ha autour du lac et contribue à la préservation du pangolin à petites écailles, une espèce menacée. D'autres mammifères se rencontrent couramment comme le potto de Bosman ou le guib harnaché. Parmi les oiseaux emblématiques de la réserve se trouvent le coucou solitaire et le calao à huppe blanche.
Par ailleurs, plus de 35 essences d'arbres ont été recensées dans la réserve.

## Croyances et légendes
Les Ashantis considèrent Bosumtwi comme un lac sacré. Selon la croyance locale, les âmes des morts y viennent pour faire leurs adieux au dieu Twi. À cause de cela, il n’est permis de pêcher dans le lac que sur des planches en bois. 
Les légendes affirment, qu’en 1648, un chasseur ashanti du nom d'Akora Bompe venant du village d'Asaman poursuivait une antilope blessée à travers la forêt lorsque, soudainement, l’animal disparut dans une mare. Ce fut comme si l'esprit de l’eau voulait sauver la vie de l’animal. Le chasseur n’attrapa jamais cette antilope, cependant il commença à pêcher avec succès et décida de rester vivre près de l'eau. Il nomma cet endroit Bosomtwe, ce qui veut dire « le dieu antilope ». Cette histoire suggère qu’à cette époque le niveau de l’eau était très bas. Les gros arbres morts que l’on voit émerger du lac constituent aussi des preuves de cela parce qu’ils ont plus de 300 ans.
Les siècles qui ont suivi ont connu plusieurs guerres dont l’enjeu était le lac, notamment entre les Ashantis et les Akims. Les Ashantis l’ont finalement emporté et sont encore aujourd'hui l'ethnie majoritaire dans la région.